# Igor Burzanović
Igor Burzanović, črnogorski nogometaš, * 25. avgust 1985.
Za črnogorsko reprezentanco je odigral 8 uradnih tekem in dosegel dva gola.